# 三星健康
三星健康 （英語：Samsung Health）(原稱S Health) 是三星电子開發的免費應用程序，用於跟踪日常生活中有助於身心健康的各個方面，例如體育鍛煉，飲食和睡眠。 2012年7月2日推出，對於新的三星Galaxy S III，默認情況下僅在該品牌的某些智能手機上安裝了該應用程序。 也可以從三星Galaxy Store下載。

## 历史
自2015年9月中旬以来，所有Android用户都可以使用该应用程序。从2017年10月2日开始，该应用程序可用于iOS 9.0或更高版本的iPhone。

## 用户信息
使用该应用程序所需的信息：
- 姓名，姓氏或昵称
- 性别
- 生日
- 高度
- 重量
- 活动水平